# Hoya lamingtoniae
Hoya lamingtoniae är en oleanderväxtart som beskrevs av Frederick Manson Bailey. Hoya lamingtoniae ingår i släktet Hoya och familjen oleanderväxter. Inga underarter finns listade i Catalogue of Life.